# Haarlemmerstraat

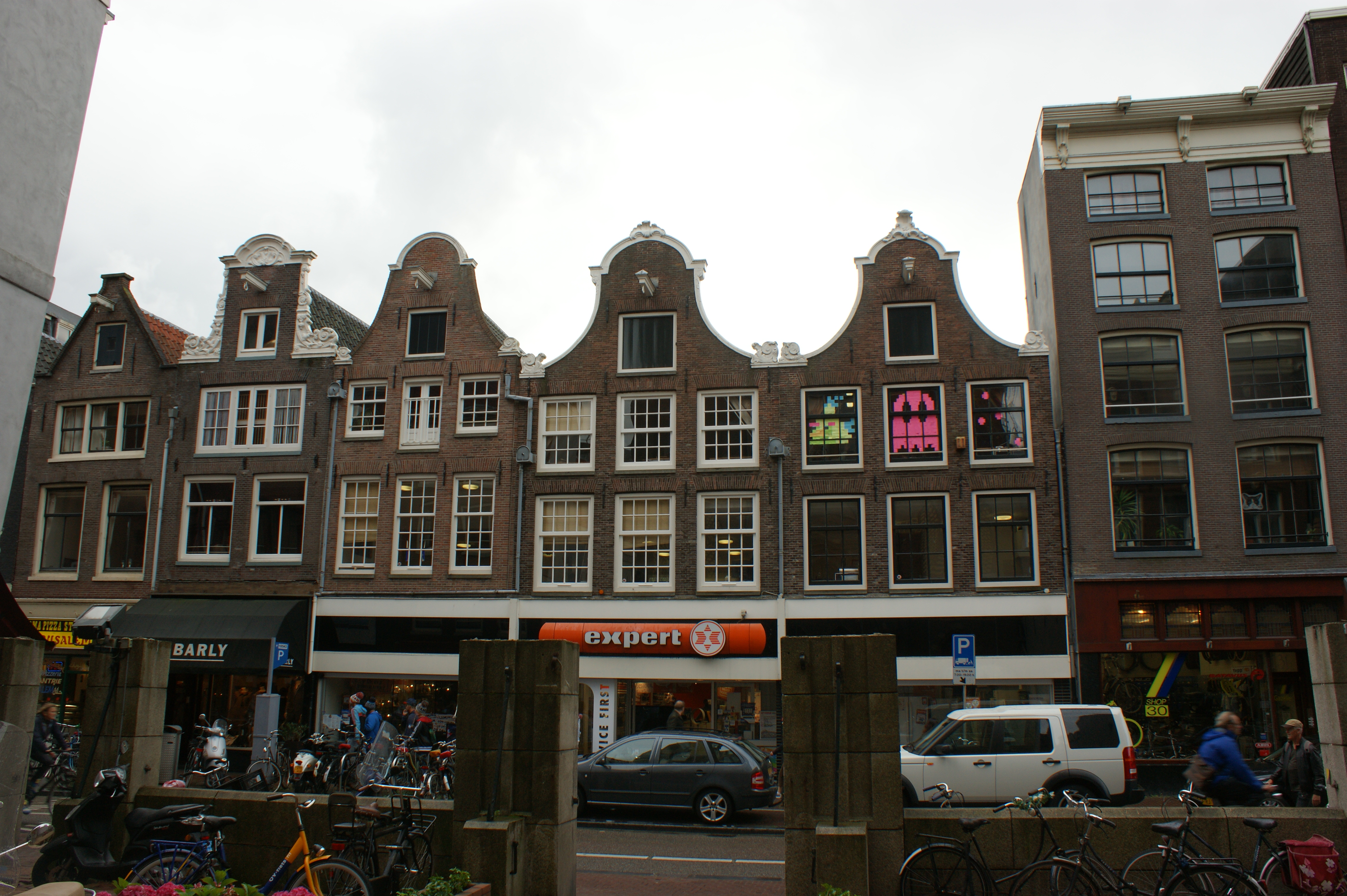
Vue de la rue commerçante de Haarlemmerstraat.

Haarlemmerstraat (« Rue de Haarlem » en néerlandais) est une rue commerçante de Amsterdam.

## Situation et accès
Située dans l'arrondissement Centrum, elle relie le Korte Prinsengracht au Singel. Située dans le quartier du Haarlemmerbuurt, elle est prolongée à l'est par Haarlemmerdijk qui rejoint le Singelgracht, et est parallèle à Nieuwe Westerdookstraat et au Brouwersgracht. Haarlemmerstraat constitue l'une des principales rues commerçantes de la ville. Les rues de Haarlemmerdijk et d'Haarlemmerstraat ont ainsi été désignées comme meilleures rues commerçantes des Pays-Bas en 2011. Elles offrent une très grande variété de magasins : bonbons, lingerie, chaussures de sport, vêtements de mariage, décoration intérieure, livres, vélos, skatewear, charcuterie italienne...

## Historique
Avant l'élargissement de la ville en 1653, la Haarlemmerpoort était situé au niveau du Singel. À la suite de l'expansion vers l'est, une nouvelle digue, la Spaarndammerdijk fut construite à l'intérieur des fortifications, ce qui forma la première partie de la Haarlemmerstraat. La Haarlemmerdijk fut quant à elle construite au moment de l'installation de la première partie du Grachtengordel, à partir de 1612.
Entre 1902 et 1955, une ligne tramway partait de la gare centrale d'Amsterdam en direction de Haarlemmerplein puis du Spaarndammerbuurt. Jusqu'en 1944, elle porta le numéro 5, puis le numéro 12 à partir de 1945. Elle fut ensuite remplacée par un bus en 1975.